# Grand Prix automobile d'Argentine 1972
Le Grand Prix automobile d'Argentine 1972 est une course de Formule 1 qui s'est déroulée sur le circuit Oscar Alfredo Galvez à Buenos Aires le 23 janvier 1972.

## Classement
| Pos  | N° | Pilote             | Voiture      | Tours | Temps/Abandon          | Grille | Points |
| ---- | -- | ------------------ | ------------ | ----- | ---------------------- | ------ | ------ |
| 1    | 21 | Jackie Stewart     | Tyrrell-Ford | 95    | 1 h 57 min 59 s 1      | 2      | 9      |
| 2    | 17 | Denny Hulme        | McLaren-Ford | 95    | + 25 s 96              | 4      | 6      |
| 3    | 8  | Jacky Ickx         | Ferrari      | 95    | + 59 s 39              | 8      | 4      |
| 4    | 9  | Clay Regazzoni     | Ferrari      | 95    | + 1 min 06 s 72        | 6      | 3      |
| 5    | 19 | Tim Schenken       | Surtees-Ford | 95    | + 1 min 09 s 11        | 11     | 2      |
| 6    | 14 | Ronnie Peterson    | March-Ford   | 94    | + 1 tour               | 10     | 1      |
| 7    | 2  | Carlos Reutemann   | Brabham-Ford | 93    | + 2 tours              | 1      |        |
| 8    | 23 | Henri Pescarolo    | March-Ford   | 93    | + 2 tours              | 15     |        |
| 9    | 3  | Howden Ganley      | BRM          | 93    | + 2 tours              | 13     |        |
| 10   | 7  | Helmut Marko       | BRM          | 93    | + 2 tours              | 19     |        |
| 11   | 15 | Niki Lauda         | March-Ford   | 93    | + 2 tours              | 22     |        |
| Abd  | 11 | Emerson Fittipaldi | Lotus-Ford   | 61    | Suspension             | 5      |        |
| Abd  | 22 | François Cevert    | Tyrrell-Ford | 59    | Boîte de vitesses      | 17     |        |
| Abd  | 4  | Reine Wisell       | BRM          | 59    | Fuite d'eau            | 7      |        |
| Abd  | 18 | Peter Revson       | McLaren-Ford | 49    | Moteur                 | 3      |        |
| Abd  | 10 | Mario Andretti     | Ferrari      | 20    | Moteur                 | 9      |        |
| Abd  | 20 | Andrea de Adamich  | Surtees-Ford | 11    | Distribution d'essence | 14     |        |
| Abd  | 1  | Graham Hill        | Brabham-Ford | 11    | Pompe à essence        | 16     |        |
| Dsq. | 12 | David Walker       | Lotus-Ford   | 8     | Disqualifié            | 20     |        |
| Abd  | 5  | Peter Gethin       | BRM          | 1     | Fuite d'huile          | 18     |        |
| Abd. | 6  | Alex Soler-Roig    | BRM          | 1     | Accident               | 21     |        |
| Np.  | 16 | Chris Amon         | Matra        | 0     | Boîte de vitesses      | 12     |        |

Légende :
- Abd.=Abandon - Np.=Non partant

## Pole position et record du tour
- Pole position : Carlos Reutemann en 1 min 12 s 46 (vitesse moyenne : 166,188 km/h).
- Tour le plus rapide : Jackie Stewart en 1 min 13 s 66 au 25e tour (vitesse moyenne : 163,481 km/h).

## Tours en tête
- Jackie Stewart : 95 (1-95)

## À noter
- 19e victoire pour Jackie Stewart.
- 8e victoire pour Tyrrell en tant que constructeur.
- 42e victoire pour Ford en tant que motoriste.
- 1re pole position, pour son premier départ en Formule 1, de Carlos Reutemann.
- David Walker a été disqualifié pour avoir reçu de l'aide extérieure.